# Gita Gopinath

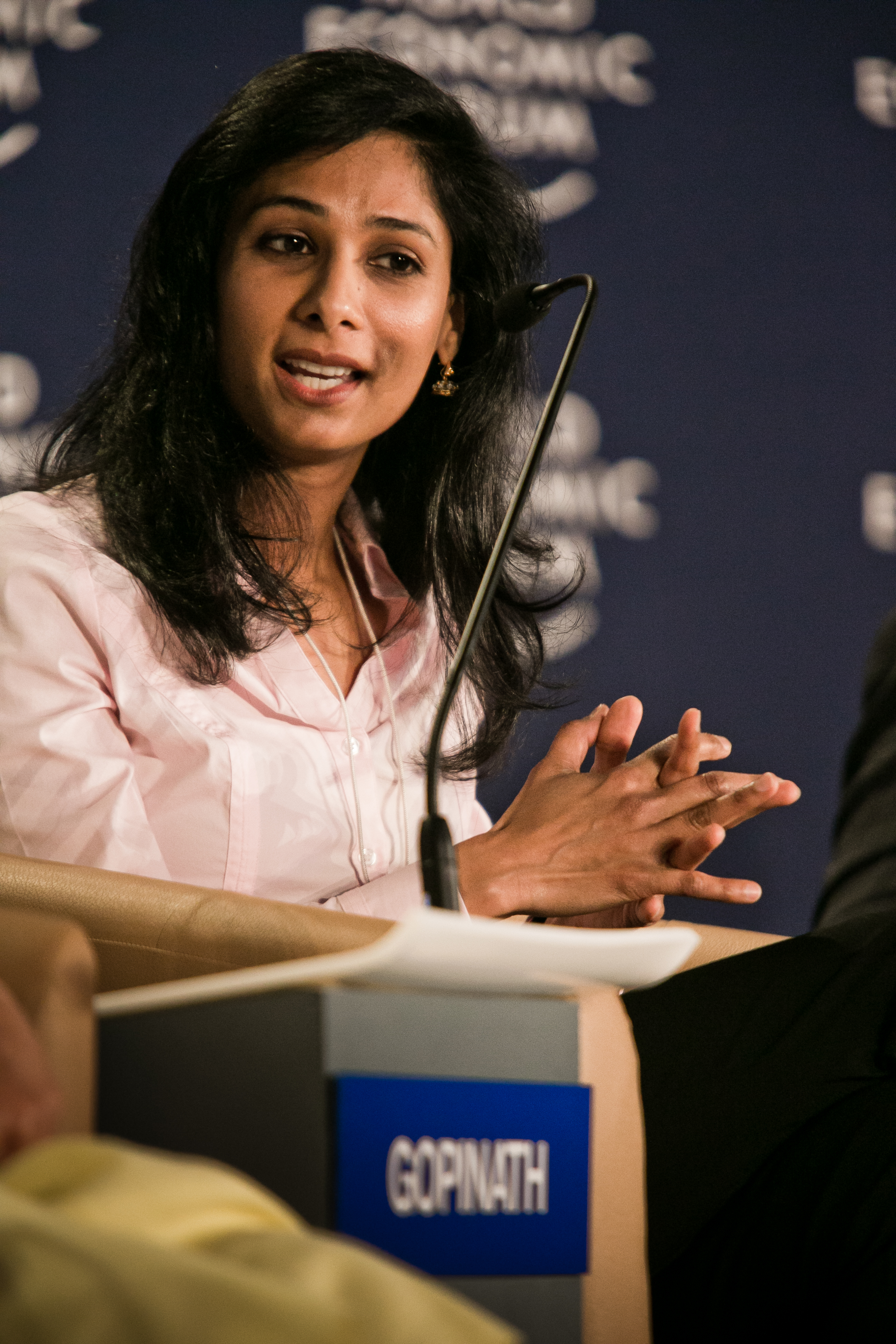
Gita Gopinath beim Indischen Weltwirtschaftsforum 2012.

Gita Gopinath (* 8. Dezember 1971 in Mysore im Bundesstaat Karnataka in Indien) ist eine indisch-amerikanische Ökonomin und Erste Stellvertretende Geschäftsführende Direktorin des Internationalen Währungsfonds (IWF).   Zuvor war sie als erste Frau auf dieser Position Chefökonomin des IWF.

## Leben
Gita Gopinath hat einen Bachelor-Abschluss vom Lady-Shri-Ram-College sowie Master-Abschlüsse von der Delhi School of Economics und der University of Washington. 2001 wurde sie an der Princeton University in Volkswirtschaftslehre promoviert. Zu ihren Betreuern gehörten Kenneth S. Rogoff und Ben Bernanke. Von 2001 bis 2005 lehrte sie als Assistant Professor in Volkswirtschaftslehre an der University of Chicago.
2005 wechselte Gopinath an die Harvard University, wo sie 2010 Professorin wurde und seit 2015 den John-Zwaanstra-Lehrstuhl für Internationale Studien und Volkswirtschaftslehre bekleidet. Zwischen 2016 und 2018 war sie offizielle Wirtschaftsberaterin der kommunistisch geführten Regierung im indischen Bundesstaat Kerala. Anfang 2019 löste sie Maurice Obstfeld als Chefvolkswirtin des IWF ab und wurde damit die erste Frau auf diesem Posten. Im Oktober 2021 kündigte sie an, zum Jahreswechsel aufzuhören und ihre vakante Professur in Harvard wieder aufzunehmen, blieb dann jedoch beim IWF. Seit 21. Januar 2022 ist sie als First Deputy Managing Director die Vizechefin des IWF. Im Juli 2025 wurde bekanntgegeben, dass sie sich mit Ende August 2025 als stellvertretende geschäftsführende IWF-Direktorin zurückziehe und an die Harvard University zurückkehren werde.
Gopinaths Vater ist Bauer und Manager. Sie ist verheiratet mit Iqbal Singh Dhaliwal, der im Abdul Latif Jameel Poverty Action Lab in der Volkswirtschaftlichen Abteilung des Massachusetts Institute of Technology forscht.
Sie besitzt sowohl die Staatsbürgerschaft der Vereinigten Staaten als auch die Indische Staatsangehörigkeit.

## Forschung
Gita Gopinath erforscht vor allem internationale Handelsbeziehungen sowie die Rolle von Zöllen und Währungen. Auch mit Währungskrisen in Schwellenländern hat sie sich befasst.
Gemeinsam mit Jeremy Stein hat sie sich mit der Hegemonie des Dollars im internationalen Währungssystems befasst. Die beiden glauben, dass die Hegemonie auf Dauer angreifbar ist, falls die Vereinigten Staaten Anteile am Welt-Exportmarkt verlieren.

## Auszeichnungen
- 2011: Young Global Leader des Weltwirtschaftsforum[12]
- 2012: 25 Indians to Watch, Financial Times[13]
- 2014: Beste 25 Ökonomen unter 45, Internationaler Währungsfonds[14]
- 2018: Wahl zum Mitglied der American Academy of Arts and Sciences[12][5]
- 2019: Aufnahme in die "Top Global Thinker" der Zeitschrift Foreign Policy[12]
- 2019: Pravasi Bharatiya Samman[15]
- 2023: Bernhard-Harms-Preis

## Veröffentlichungen (Auswahl)
- Handbook of International Economics, Hrsg. zusammen mit Kenneth S. Rogoff und Elhanan Helpman, Band 4, Elsevier 2014, ISSN 1573-4404
- Workbook for the Foundation of International Economics, zusammen mit Maurice Obstfeld und Kenneth S. Rogoff, MIT Press 1998.